# Das unbekannte Mädchen
Das unbekannte Mädchen (Originaltitel: La fille inconnue) ist ein belgisch-französisches Filmdrama von Jean-Pierre und Luc Dardenne aus dem Jahr 2016.

## Handlung
Seit drei Monaten vertritt die junge Ärztin Dr. Jenny Davin den alten Dr. Habran, der in den Ruhestand gehen wird; in wenigen Tagen wird sie eine neue Stelle als Ärztin im Ärztezentrum Kennedy antreten. Sie hat einen Praktikanten, Julien, der jedoch am vorletzten Tag ihrer Vertretungszeit bei einem Kind mit Krampfanfall versagt. Sie reagiert kritisch; als es an dem Abend lange nach Ende der Sprechzeit an der Praxistür klingelt, untersagt sie ihm zu öffnen. Julien geht darauf und kehrt nicht zurück. Am Abend wird sie von ihren zukünftigen Kollegen mit einer kleinen Feier begrüßt, am nächsten Morgen erhält sie Besuch von der Kriminalpolizei. Unweit der Praxis wurde eine junge Frau tot aufgefunden und man wolle nun die Überwachungskamera der Praxis überprüfen. Es stellt sich kurz darauf heraus, dass die junge Frau am Abend zuvor bei Jenny geklingelt hatte. Diese macht sich nun Vorwürfe, auch wenn sie die schwarze Frau nicht gekannt hat. Julien hat sich unterdessen entschieden, den Arztberuf aufzugeben. Auch Jenny trifft eine Entscheidung: Sie wird Dr. Habrans Praxis weiterführen und die Stelle im Zentrum Kennedy nicht antreten.
Jenny beginnt darauf mit Nachforschungen zur Identität der Frau. Sie sucht den Leichenfundort auf und zeigt das Foto der Frau Julien und Dr. Habran. Habran hat mehrere schwarze Familien in Behandlung, kennt die Frau jedoch nicht. Die Obduktion der Frau ergibt, dass sie sich wohl gewehrt habe, ein Mord also nicht ausgeschlossen werden kann. Jenny zeigt das Foto der Frau nun auch Patienten. An der Reaktion des jungen Bryan sieht sie, dass er etwas weiß, doch weigert er sich, etwas zu sagen. Später gesteht er ihr, sie gesehen zu haben. Sie habe wohl mit einem alten Mann in einem Wohnwagen Oralsex gehabt, bevor sie gegangen sei. Der Wohnwagen gehört Lambert junior, der gereizt reagiert, als Jenny von ihren Nachforschungen erzählt. Von Lambert senior, der der Kunde der jungen Frau war, erfährt sie, dass es sich um eine Prostituierte gehandelt hat, die sein Sohn ihm zugeführt hat. Sie sei aus Lüttich, wo Freier sie in einem bestimmten Internetcafé finden würden. Lambert junior habe sie wegen eines Unfalls nicht nach Lüttich zurückbringen können. Jenny begibt sich zum Internetcafé, doch erkennen weder die Kassiererin noch zwei Männer im Café die junge Frau.
Jenny sucht Julien auf, der inzwischen seiner Großmutter auf dem Land aushilft. Sie erfährt, dass er durch den Arztberuf an seinen gewalttätigen Vater erinnert wird und ihn deswegen nicht mehr ausüben will. Jenny baut ihn auf; tatsächlich nimmt Julien kurz darauf sein Studium wieder auf. Jennys Recherchen bringen sie unterdessen in Gefahr: Sie wird von beiden Männern aus dem Internetcafé, die sich als Zuhälter entpuppen, angehalten und bedroht; sie solle nie wieder Fragen nach dem Mädchen stellen, sonst passiere ihr etwas. Zudem sieht sie Bryan wieder und versucht, ihn zum Reden zu bringen. Kurz darauf suchen seine Eltern sie auf und fordern sie auf, Bryan in Ruhe zu lassen. Sie wollen sich für die Familie einen neuen Hausarzt suchen. Auch die Polizei bittet Jenny, den Fall ihnen zu überlassen, haben ihre Recherchen doch das Drogenmilieu unruhig werden lassen, was die Ermittlungen erschwert. Sie nennen Jenny den Namen des Mädchens, den sie so lange wissen wollte: Angeblich handelt es sich um Serena Ndong aus Gabun.
Überraschend erhält Jenny Besuch von Bryans Vater. Er gibt zu, die junge Frau auf ihrem Heimweg vom Freier gesehen zu haben. Er sei ihr nachgefahren, wobei sein Sohn sie gesehen habe. Er habe sie angesprochen und einen Preis vereinbart. Am Kanal habe sie sich gewehrt und er sei ihr nachgelaufen, wobei sie in einer Baustelle gestürzt und mit dem Kopf aufgeschlagen sei. Er habe gedacht, sie sei ohnmächtig, und sei gegangen. Als Jenny ihm erzählt, dass die junge Frau an ihrem Blutverlust gestorben sei, wird Bryans Vater erst wütend und versucht sich dann in der Praxistoilette zu erhängen; am Ende stellt er sich der Polizei. Wenig später ist die Frau aus dem Internetcafé bei Jenny. Sie bedankt sich bei ihr, sei die junge Frau doch ihre kleine Schwester gewesen. Sie habe nichts gesagt, weil sie Angst gehabt habe, von ihrem ehemaligen Zuhälter gefunden zu werden. Ihre Schwester habe falsche Papiere gehabt, da sie noch nicht einmal 18 war. Ihr richtiger Name war Felicy Kumba. Die Frau geht und Jenny bleibt erschüttert zurück. Die nächste Patientin wartet jedoch bereits und Jenny widmet ihr ihre volle Aufmerksamkeit.

## Produktion

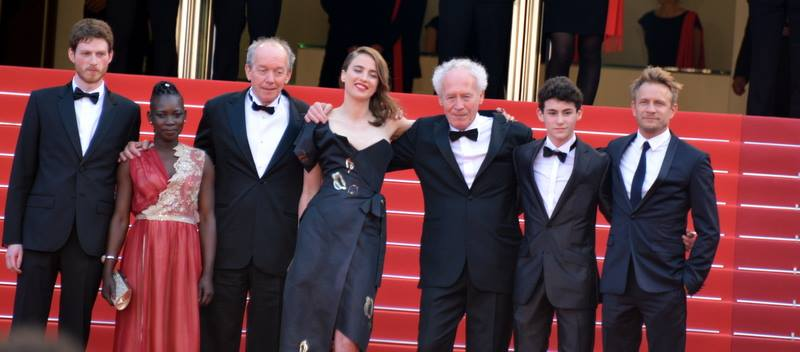
Olivier Bonnaud, Nadège Ouedraogo, Luc Dardenne, Adèle Haenel, Jean-Pierre Dardenne, Louka Minnella und Jérémie Renier (v. l. n. r.) während der Premiere des Films in Cannes 2016

Bereits im April 2015 war bekannt gegeben worden, dass Adèle Haenel die Hauptrolle im neuen Film der Brüder Dardenne übernehmen wird. Das unbekannte Mädchen wurde von Oktober bis Dezember 2015 in Lüttich und Umgebung, darunter in Seraing, gedreht. Die Kostüme schuf Maïra Ramedhan Levi, die Filmbauten stammten von Igor Gabriel.
Der Film erlebte am 18. Mai 2016 im Rahmen der Internationalen Filmfestspiele von Cannes seine Premiere. Am 5. Oktober 2016 kam er in die belgischen und am 12. Oktober in die französischen Kinos. In Deutschland war er ab 15. Dezember 2016 in den Kinos zu sehen.

## Rezension
„Die Analogie Ärztin/Detektivin konstruieren die Dardennes gekonnt: Davin kümmert sich so aufrichtig um ihre Patienten, dass die investigative Suche nach dem Namen des Mädchens - und schließlich auch nach dem Mörder - stellenweise wie eine ganz logische Erweiterung ihres eigentlichen Berufs wirkt... »Das unbekannte Mädchen« ist auch ein ungeschönter Blick auf prekäre Lebens- und Arbeitswelten, wenn auch vielleicht etwas weniger konsequent als sein direkter Vorgänger »Zwei Tage, Eine Nacht«. So kommen die beiden vermeintlich gegensätzlichen Pole des Films einander durchaus zugute: »Das unbekannte Mädchen« ist zugleich geerdeter Krimi mit gesellschaftlicher Relevanz und Sozialkino mit Spannungsbogen.“

## Auszeichnungen
In Cannes lief der Film 2016 im Wettbewerb um die Goldene Palme. Er wurde 2017 für einen César in der Kategorie Bester ausländischer Film nominiert und erhielt eine Nominierung für einen Prix Lumières in der Kategorie Bester französischsprachiger Film.